# Melchior von Sparneck

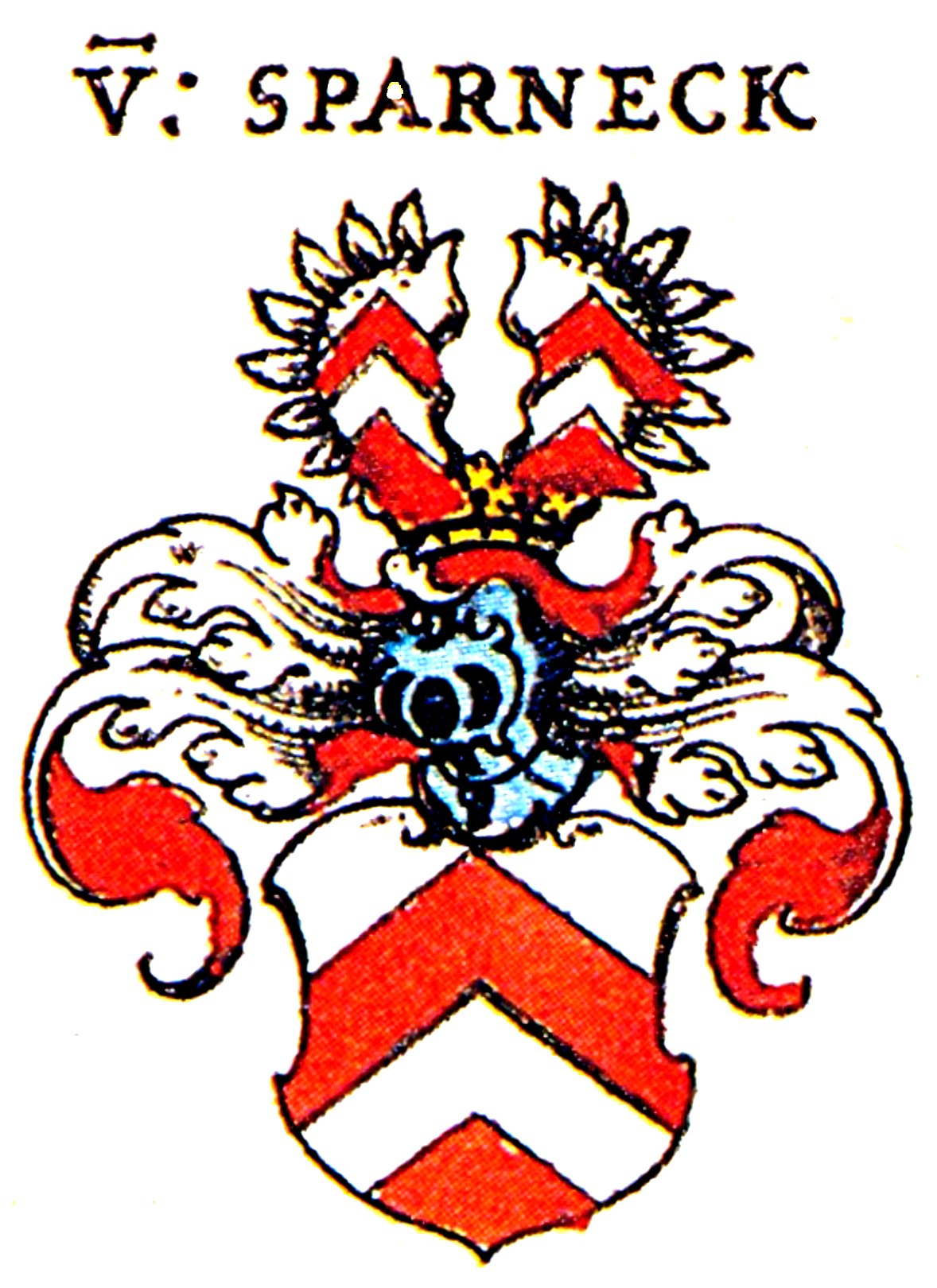
Wappen der Familie von Sparneck aus Siebmachers Wappenbuch

Melchior von Sparneck (* vor 1488; † 22. November 1536) war zu Beginn des 16. Jahrhunderts Domherr in Regensburg und Besitzer der Burg Uprode, die am 11. Juli 1523 zerstört wurde.

## Familie von Sparneck
Melchior stammte aus dem Adelsgeschlecht derer von Sparneck und gehörte der Weißdorfer Linie an. Er war Sohn des Martin von Sparneck und der Margarethe Schott von Schottenstein. Als Geschwister gelten Martin, Balthasar, Hans, Sebastian, Anna und Maria. Die Gemeinde Sparneck gehört heute zum Landkreis Hof in Oberfranken.

## Zerstörung der Sparnecker Burgen 1523
Während seiner Zeit als Domherr von Regensburg unterstützten seine Brüder und Verwandte im Stammland um Sparneck den berüchtigten Raubritter Thomas von Absberg bei einer Entführung Nürnberger Kaufleute. Diese waren in fast allen Sparnecker Burgen kurzfristig eingekerkert. Das Verlies am Waldstein wurde dabei als „Mordgrube“ bezeichnet. Als Helfer des Thomas von Absberg waren sie aufgeflogen, als die Flucht der Kaufleute gelang. Dem Treiben machte die Strafexpedition des Schwäbischen Bundes ein Ende, er zerstörte zahlreiche kleine Ritterburgen im mitteldeutschen Raum, darunter auch fast alle Stammburgen der Sparnecker (siehe auch Wandereisen-Holzschnitte von 1523). Da die Burg Uprode mindestens zum Teil dem Melchior gehörte, erhielt er für die Zerstörung eine geringe finanzielle Entschädigung, die aber in keinem Verhältnis zum Schaden stand. Am 24. Dezember 1527 stellte Kaiser Karl V. in Speyer einen Geleitbrief für Melchior von Sparneck aus. Die Sparnecker konnten sich danach nur noch eine Generation im Stammgebiet um Sparneck, das dem ehemaligen Landkreis Münchberg entsprach, halten. Nur weitere Generationen der Weißdorfer Linie, zu der Melchior gehörte, konnten in der Oberpfalz überleben.
Melchiors Schwester Appolonia lebte bis 1526 als Nonne im Kloster Engelthal, das sie verließ, nachdem ihr der Rat der Stadt Nürnberg ein Leibgedinge versprochen hatte, von dem sie jedoch lange Zeit keinen einzigen Gulden sah. Erst als sie sich verheiratete und ihr Ehemann Tuchscherer und ihr Bruder sich für sie einsetzten, erhielt sie 1532 eine erste Zahlung.

## Kontext als Domherr

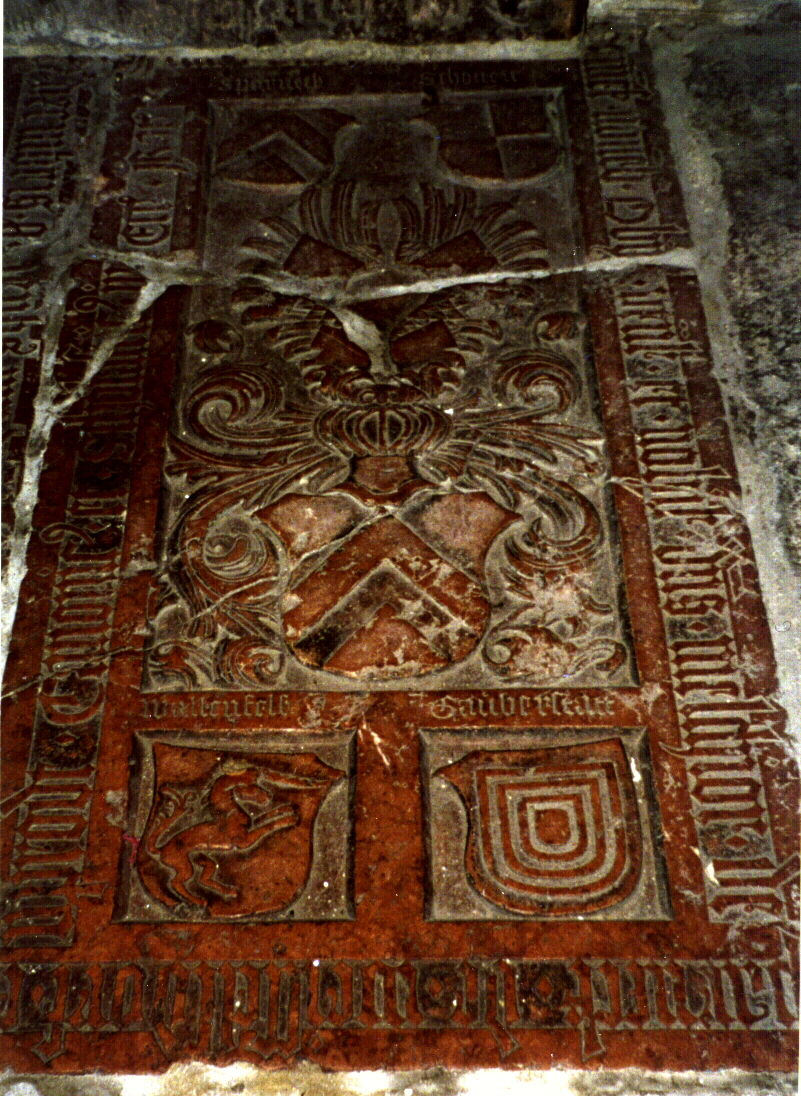
Epitaph des Domherrn Melchior von Sparneck in Regensburg

Amt und Würden eines Domherren dienten in dieser Zeit der Versorgung niederadeliger Söhne, denen, um Erbteilungen zu vermeiden, keine weltliche Karriere beschieden war. Melchior erhielt 1504 Pfründe beim Regensburger Domkapitel und war 1506 als Student an der Universität Leipzig immatrikuliert. Von 1515 bis 1528 betreute er die Pfarreien in Leiblfing, Cadolzburg und Kemnath bei Neunaigen. Regensburger Bischof war damals Johann III. von der Pfalz. Durch die Glaubensspaltung zeichnete sich in dieser Zeit für das Bistum der Verlust des Wunsiedeler Raumes ab, der nachhaltig zur neuen Konfession überwechselte. Verbindungen zwischen der Familie von Sparneck und dem Bistum Regensburg, die fast ausschließlich in der Person Melchiors und seiner Funktion als Domherr zum Ausdruck kamen, ergaben sich durch die Grenzlage der Stammgebiete um Sparneck, einschließlich der Burg Uprode zum Wunsiedeler Raum. Möglicherweise trugen auch die freundschaftlichen Beziehungen der Sparnecker zur Familie von Absberg, aus der Bischof Heinrich IV. hervorgegangen war, zur Einsetzung Melchiors in sein Amt bei. Heinrich IV. starb bereits 1492.

## Epitaph im Domkreuzgang des Regensburger Doms
Das Epitaph des Melchior von Sparneck befindet sich im Domkreuzgang des Regensburger Domes. Es ist neben zahlreichen anderen Grabplatten in den Boden eingelassen.
Der lateinische Text – sofern noch lesbar – lautet übersetzt: „Der ehrwürdige und hochwohlgeborene Melchior von Sparneck zu Weißdorf und Uprode, Kanoniker und Scholaster am Dom zu Regensburg verstarb des Monats November (...).“ Zentrales Motiv ist das Sparnecker Wappen mit den beschrifteten Wappen der Familien Sparneck, Schotten, Wallenfels und Gauberstatt in den Ecken.
Eine Skizze des Grabmals befindet sich im Grabsteinbuch des Freisinger Bischofs Johann Franz.